# Село Шевченко
Село́ Шевче́нко (хутор Шевченко, укр. Село Шевченка) — местность в Киеве, названная в честь Т. Г. Шевченко.
Простиралось вдоль Харьковского шоссе (с правой стороны — между улицей Здолбуновской и Харьковской площадью; с левой стороны — между улицами Российской и Брацлавской). Соединяло Новую Дарницу и Красный Хутор.
Возникло в первой половине XX века, начало застраиваться в 1930-е годы, тогда же начала формироваться сетка улиц. Основная же застройка выпадает на 1940—50-е годы. До середины 1980-х годов селение насчитывало около 25 улиц.
Почти целиком селение снесено в 1984-1987 годах в связи со строительством жилого массива Харьковский. Остатки малоэтажной усадебной застройки сохранились на улицах Армянской, Горловской, Гостинной, Днепродзержинской, Славгородской, Славгородском переулке и др.